# Sovande ung kvinna

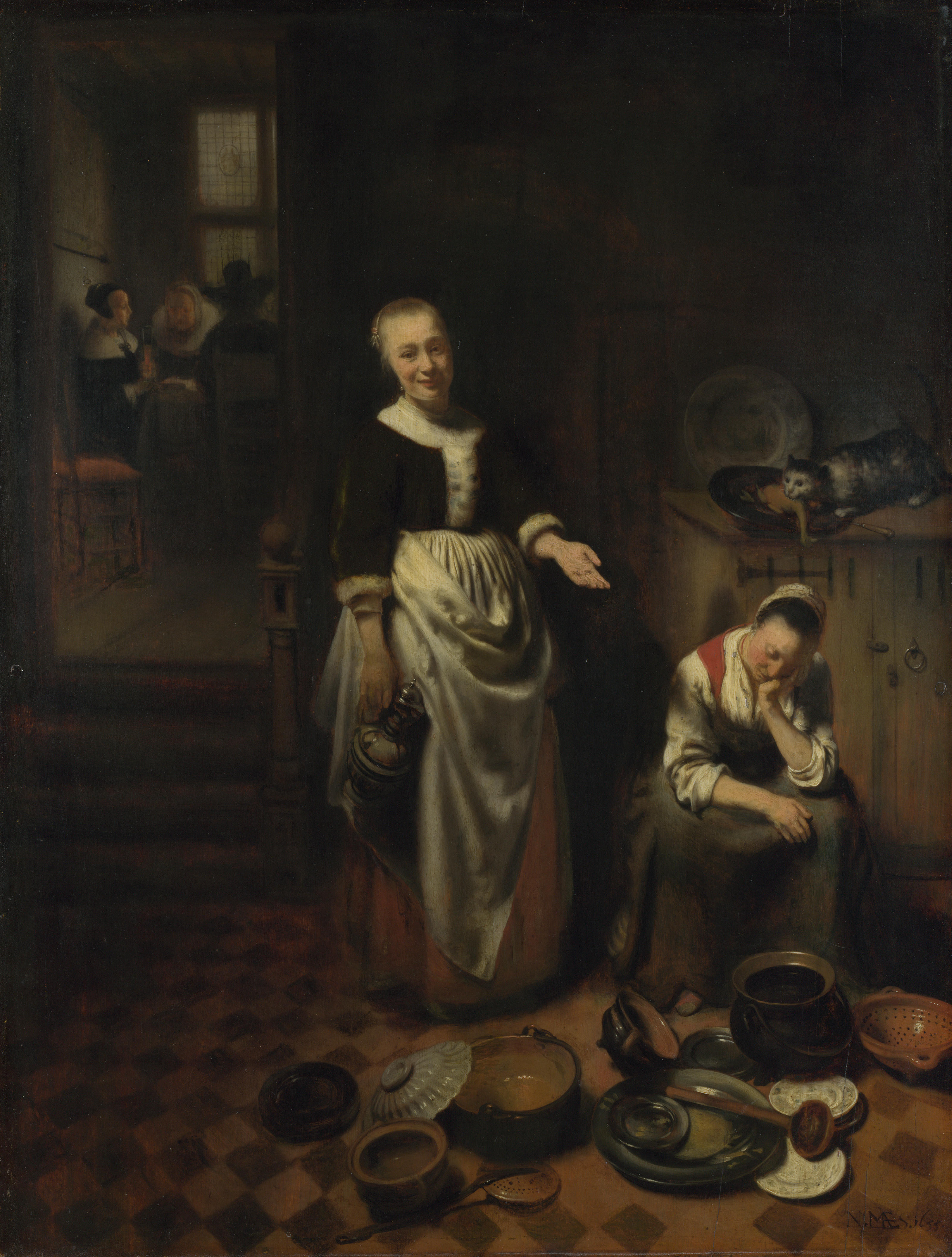
Nicolaes Maes Den lata tjänsteflickan

Sovande ung kvinna är en oljemålning av Johannes Vermeer från 1657.

## Beskrivning av målningen
Målningen avbildar en ung kvinna i eleganta kläder sittande med slutna ögon och huvudet lutande mot ena handen vid ett bord, som är täckt med en dyrbar orientalisk matta. På bordet framför henne finns bland andra objekt ett vinkrus och två vinglas, varav det en är uppochnedvänt. 
Ovanför flickan skymtar i halvmörkret en målning med Amor på väggen. Denna målning finns också återgiven i de senare målningarna Flicka som blir avbruten vid musicerande och Dam som står vid en cembalo. 
En röntgenundersökning av tavlan visar att Vermeer ursprungligen målat in en hund i dörröppningen och ett porträtt av en man i bakgrunden. Dessa ersattes i den färdiga målningen av en stol i förgrunden respektive en spegel på bakre väggen i det rum som avbildas i målningens fond. Dessa ändringar har gjort målningen mer subtil och markerar att det är ett övergångsverk mellan den unge Vermeers historie- och moraliska målningar till de mer poetiska - och till formatet mindre - kammarbilder, som senare dominerade hans produktion.
Motivet och kompositionen i målningen, med sitt djupa perspektiv, påminner om den något år tidigare målningen Den lata tjänsteflickan av Nicolaes Maes i Dordrecht från 1655. Innebörden är dock markant annorlunda, och det har också ifrågasatts om flickan ens sover, utan att hon snarare melankoliskt kontemplerar en av henne nyss avvisad uppvaktning.

## Proveniens
Sannolikt ägdes den av Pieter van Ruijven i Delft som förste ägare till 1674. Den anses ha kunnat vara den första målning av Vermeer som dennes senare mecenat van Ruijven köpte. Efter van Ruijven gick målningen till hans änka Maria de Knuijt till 1681 och senare till dottern Magdalena van Ruijven 1681–82 och till dennas make Jacob Dissius från 1982. Den såldes därefter i Amsterdam på auktion efter Dissius i maj 1696 till en okänd köpare. 
Målningen tillhörde den i Bryssel boende amerikanske samlaren John Waterloo Wilson i Paris tidigast från 1873. Den såldes i mars 1881 efter Wilson till konsthandlaren Charles Sedelmeyer i Paris, vilken sålde den vidare samma år till bankiren Rodolphe Kann (död 1905) i Paris. Den såldes efter Kann 1908 genom konsthandlaren Joseph Duveen i London till varuhusägaren Benjamin Altman (1840–1913) i New York. Altmann skänkte den 1913 till Metropolitan Museum of Art i New York.